# Cosmopterígids
Els cosmopterígids (Cosmopterigidae) són una família de lepidòpters ditrisis de la superfamília dels gelequioïdeus (Gelechioidea). Inclou petites arnes amb les ales estretes. La diminuta larva s'alimenta internament a les fulles, llavors, tiges, etc. de les plantes amfitriones. Es coneixen prop de 1.800 espècies. La família més diversa és a la regió australiana i del pacífic amb prop de 780 espècies. A Europa s'han identificat una vuitantena d'espècies.
Les erugues s'alimenten principalment com a minadora de fulles o d'escorça, però també a les agalles de les plantes o a les flors i òvuls. L'espectre d'alimentari inclou més de trenta-i-cinc famílies de plantes, però la majoria de les espècies s'alimenten d'herbes (Poaceae) i lleguminoses (Fabaceae). Algunes erugues tropicals mengen matèria vegetal en descomposició, i altres espècies s'alimenten de carronya. Les erugues del gènere Hyposmocoma, com ara la Hiposmocoma molluscívora hawaiana són depredadores, agafen caragols que lliguen amb seda filada.
Diversos gèneres que abans s'incloïen aquí s'han traslladat a Agonoxeninae.

## Taxonomia
La família consta de quatre subfamílies i d'aquests gèneres:
- Subfamília Antequerinae Hodges, 1978
- Subfamília Chrysopeleiinae Mosher, 1916
- Subfamília Cosmopteriginae Heinemann & Wocke, 1876
  - Adeana
  - Allotalanta
  - Anatrachyntis
  - Anoncia
  - Aphanosara
  - Archisopha
  - Ashibusa
  - Axiarcha
  - Clemmatista
  - Coccidiphila
  - Cosmopterix
  - Diatonica
  - Diversivalva
  - Dorodoca
  - Dromiaulis
  - Ecballogonia
  - Echinoscelis
  - Endograptis
  - Eralea
  - Eteobalea
  - Hodgesiella
  - Hyposmocoma
  - Glaphyristis
  - Haplochrois
  - Heureta
  - Heterotactis
  - Idiostyla
  - Iressa
  - Ischnobathra
  - Isidiella
  - Isorrhoa
  - Labdia
  - Leptozestis
  - Macrobathra
  - Melanocinclis
  - Mimodoxa
  - Morphotica
  - Mothonodes
  - Opszyga
  - Otonoma
  - Paratheta
  - Parathystas
  - Passalotis
  - Pebobs
  - Pechyptila
  - Persicoptila
  - Phaneroctena
  - Pyroderces
  - Ramphis
  - Ressia
  - Rhadinastis
  - Sematoptis
  - Stagmatophora
  - Synploca
  - Syntomaula
  - Tanygona
  - Teladoma
  - Tetraconta
  - Tolliella
  - Triclonella
  - Trissodoris
  - Ulochora
  - Urangela
  - Vulcaniella
- Subfamília Scaeosophinae Meyrick, 1922
- Incertae sedis
  - Acleracra
  - Aganoptila
  - Amblytenes
  - Apothetodes
  - Calanesia
  - Clarkeophlebia
  - Colonophora
  - Crobylophanes
  - Dynatophysis
  - Falcatariella
  - Griphocosma
  - Haplophylax
  - Harpograptis
  - Hedroxena
  - Herlinda
  - Homosaces
  - Ischnangela
  - Melanozestis
  - Meleonoma
  - Melnea
  - Meneptila
  - Metagrypa
  - Microzestis
  - Minivalva
  - Neachandella
  - Neomelanesthes
  - Orthromicta
  - Pauroptila
  - Phepsalostoma
  - Phosphaticola
  - Protorhiza
  - Pseudascalenia
  - Pycnagorastis
  - Pyretaulax
  - Schendylotis
  - Semolina
  - Sindicola
  - Spiroterma
  - Stromatitica
  - Strophalingias
  - Thectophila
  - Trachydora
  - Zanclarches